# Wittlingen
Wittlingen (în alemanică Wittlige) este o comună din landul Baden-Württemberg, Germania.

## Istorie
Inițial, Wittlingen a fost o posesie a Abației Sfântului Gall, înainte de a fi pierdută in favoarea Mănăstirii Sfântului Blasiu. În secolul al XVI-lea, acesta va ajunge sub controlul Marcăi de Baden.